# Johannes Kessler (Volleyballspieler)
Johannes Kessler (* 28. März 1992 in Würzburg) ist ein deutscher Volleyballspieler.

## Karriere
Kessler begann seine Volleyball-Karriere beim SV Bruckmühl. Von dort kam der Diagonalangreifer zu Generali Haching. In Haching spielte er zunächst mit der zweiten Mannschaft in der Landesliga, ehe er 2011 in den Bundesliga-Kader aufgenommen wurde. 2012 stand er unter Cheftrainer Mihai Paduretu mit den Hachingern im CEV-Cup. 2012 wechselte Kessler zum Zweitligisten TSV Grafing. Seit 2013 spielt er beim Ligakonkurrenten TSV Herrsching, mit dem ihm der Aufstieg in die erste Bundesliga gelang. Zwischen 2018 und 2023 war Kessler Spielertrainer der zweiten Mannschaft in der Regionalliga Südost. Seit der Saison 2023/24  spielt er unter Cheftrainer Alejandro Kolevich beim Zweitligisten TSV Mühldorf.